# Ba'Engas
Ba'Engas is een bestuurslaag in het regentschap Bangkalan van de provincie Oost-Java, Indonesië. Ba'Engas telt 3401 inwoners (volkstelling 2010).